# Сигизмунд Прусский (1864—1866)
Принц Франц Фридрих Сигизмунд Прусский (нем. Franz Friedrich Sigismund von Preußen; 15 сентября 1864, Новый дворец в Потсдаме — 18 июня 1866, Новый дворец в Потсдаме) — четвёртый ребёнок и третий сын кронпринца Фридриха Вильгельма (позже король Пруссии и император Германии Фридрих III) и Виктории Саксен-Кобург-Готской, старшей дочери королевы Виктории и принца Альберта.
Он родился в Новом дворце в Потсдаме 15 сентября 1864 году и дома был известен под именем «Сиги». Его мать находила его гораздо умнее трёх старших детей и верила, что у него будет блестящее будущее. Однако он умер от менингита в Новом дворце 18 июня 1866 года в возрасте двадцати одного месяца. Он был похоронен в королевском мавзолее Фриденскирхе в Потсдаме. Горе и отчаяние его матери было безгранично, поскольку её супруг забрал всех врачей в сопровождение прусской армии в битву против Австрии, что лишило её всякой возможности облегчить страдания её ребёнка или даже предотвратить его смерть. Это преследовало её до конца жизни.
Принц Сигизмунд был первым умершим внуком королевы Виктории. Он скончался за 115 лет до смерти его последней двоюродной сестры принцессы Алисы, графини Атлонской в 1981 году.